# 1972 Голяма награда на ЮАР
1972 Голяма награда на ЮАР е 9-о за Голямата награда на Южна Африка и втори кръг от сезон 1972 във Формула 1, провежда се на 4 март 1972 година на пистата Киалами, ЮАР.

## История на кръга
Общо 27 пилоти са записани за участие за 1972 Голяма награда на ЮАР. Въпреки разликата между Аржентинската Гран При и Южна Африка, повечето болиди са транспортиран директно за Киалами от Буенос Айрес и с това доведе и до няколко промени в състава.
След като пропусна състезанието в Аржентина, Жан-Пиер Белтоаз направи така очаквания дебют за БРМ, докато Алекс Соле-Руа и Райн Визел са извадени като предишния е поради липса на средства. Така Хелмут Марко има на разположение два P153 за това състезание. Майк Хейлууд се завърна в отбора на Съртис, след като пропусна началото на сезона поради участие в Тазманските серии, където стана вицешампион. Франк Уилямс има на разположение два Марч-а 721, за Анри Пескароло и за 27-годишния дебютант от Бразилия, Карлос Паче. Ролф Щомелен също се завръща в колоната зад волана на Ейфеланд-Марч, чийто болид се различава от заводските и от частните болиди с изцяло нов кокпит, конструиран от Луиджи Колани. Както винаги за тази ГП, в колоната присъстват и местни състезатели. Дейв Чарлтън (който е един от малкото южно-африканци които се състезават в ГП, различна от местната) е зад волана на Лотус 72, спонсориран от Лъки Страйк, и Тийм Гънстън с пилоти Джон Лов и Уилям Фергюсън, съответно зад болидите на Съртис TS9, и Брабам BT33.

### Квалификация
Действащия световен шампион, Джеки Стюарт записа пол-позиция с време 1:17.0, със средна скорост 191.87 км/ч, въпреки че задното крило се извади още в четвъртъчната сесия. Клей Регацони (който заедно със съотборниците си Джаки Икс и Марио Андрети имат изцяло нова предна част на техните Ферари-та) се класира на три десети от времето на Стюарт пред Емерсон Фитипалди. Дени Хълм, Хейлууд, Андрети, Икс, Франсоа Север, Рони Петерсон и Тим Шенкен окупираха топ 10. Фергюсън е принуден да се откаже, след като неговия DFV счупи бутало, като през това време се опита да постигне време със Съртис-а на Лов, но усилията се оказаха напразни.

### Състезание
Близо 80 хиляди зрители присъстват за това състезание, въпреки че в неделя сутрин на трасето заваля дъжд. Макар един от зрителите да реши да пресече трасето, за да мине от другата страна на пътя, старта премина без инциденти като в края на първата обиколка водач е Хълм пред Стюарт, Фитипалди, Хейлууд, Север, Андрети, Петерсон, Белтоаз и Греъм Хил. Чарлтън стана първия отпаднал с повреда по горивната помпа, докато във втората обиколка Стюарт изпревари Хълм, за да отвори разлика от пет секунди пред новозеландеца. Петерсон изпревари Север за пета позиция, докато Белтоаз се движи седми пред Карлос Ройтеман, Регацони (който загуби много позиции само за две обиколки), Крис Еймън, Андрети и Питър Ревсън. Карлос Паче, който има проблем с горивната помпа минути преди състезанието, се върна в състезанието макар с три обиколки назад. Състезанието на Шенкен завърши с пушек от двигателя в девета обиколка, докато Питър Гетин е един от ранните посетители в пит-лейна, за поправяне на електрическите системи на неговия БРМ.
След като се откъсна чувствително, преднината на Стюарт започна да се стопява от групата на Хълм, Фитипалди и Хейлууд. Север спря в бокса за нова запалителна система, което прати Белтоаз за кратко на шеста позиция, преди проблем в един от цилиндрите на V12 двигателя да намали скоростта. Болидът на Хълм започна да прегрява, което даде шанс на Фитипалди и Хейлууд да го задминат. Секунди по-късно англичанина изпревари и Лотус-а на Емерсон и в 25-а обиколка е зад Тирел-а на Стюарт. Битката приключи четири обиколки по-късно, след като един от болтовете на задното окачване на Хейлууд се откачи, принуждавайки да излезе от болида си. Стюарт не си взе почивка, след като Фитипалди също започна да притиска шотландеца. Хълм е трети пред Петерсон, докато Еймън и Ревсън вече се намират в топ 6. Хоудън Гънли спря в бокса за проверка на неговия двигател, докато Ройтеман паркира Брабам-а си със счупена горивна система.
След преполовената дистанция, Фитипалди натисн в опит да принуди Стюарт да сгреши, докато Еймън мина четвърти пред Марч-а на Петерсон. В 45-а обиколка краят за Стюарт настъпи с повреда по скоростната кутия, което прати Фитипалди на първа позиция пред Хълм. Петерсон си върна позицията си от Еймън, преди задното крило да създаде проблеми, което го прати зад Ревсън. Съотборникът му Хълм, чиято водна температура вече не създава проблеми, догони Лотус-а на Фитипалди, който изпитва проблеми по управлението на своя болид. В 55-а обиколка новозеландеца е точно зад бразилеца, а три по-късно вече поведе благодарение на трафика, с който Фитипалди има проблеми. Ревсън изпревари Петерсон за четвърта позиция в 59-а обиколка, докато Белтоаз излезе от болида си, след като ситуацията с двигателя се оказа още по-лоша. Еймън е сигурен за третото място, но неприятния му късмет го посети отново, след като усети силни вибрации по неговата Матра, чийто проблеми не бяха оправени и напусна състезанието, а Лов заби тежко своя Съртис шест обиколки до финала.
Хълм финишира на 14 секунди пред Фитипалди и Ревсън на оше 12.7 от победителя, постигайки първите си точки. Победителя от ГП на ЮАР за 1971 – Андрети, изпревари Петерсон за четвърто място в последните няколко обиколки, а Хил задържа втория Марч на Ники Лауда за шеста позиция. Зад тях са Икс, Север, Дейв Уокър, Пескароло, Регацони, Щомелен, Марко, Еймън и Паче. Победата на Хълм даде преднина от шест точки пред основните си конкуренти в класирането при пилотите.

## Класиране
| Поз | No | Пилот             | Конструктор   | Оби. | Време/Отпадане  | Място | Точки |
| --- | -- | ----------------- | ------------- | ---- | --------------- | ----- | ----- |
| 1   | 12 | Дени Хълм         | Макларън-Форд | 79   | 1:45:49.1       | 5     | 9     |
| 2   | 8  | Емерсон Фитипалди | Лотус-Форд    | 79   | + 14.1          | 3     | 6     |
| 3   | 14 | Питър Ревсън      | Макларън-Форд | 79   | + 25.8          | 12    | 4     |
| 4   | 7  | Марио Андрети     | Ферари        | 79   | + 38.5          | 6     | 3     |
| 5   | 3  | Рони Петерсон     | Марч-Форд     | 79   | + 49.0          | 9     | 2     |
| 6   | 19 | Греъм Хил         | Брабам-Форд   | 78   | + 1 Об.         | 14    | 1     |
| 7   | 4  | Ники Лауда        | Марч-Форд     | 78   | + 1 Об.         | 21    |       |
| 8   | 5  | Джеки Икс         | Ферари        | 78   | + 1 Об.         | 7     |       |
| 9   | 2  | Франсоа Север     | Тирел-Форд    | 78   | + 1 Об.         | 8     |       |
| 10  | 9  | Дейв Уокър        | Лотус-Форд    | 78   | + 1 Об.         | 19    |       |
| 11  | 21 | Анри Пескароло    | Марч-Форд     | 78   | + 1 Об.         | 22    |       |
| 12  | 6  | Клей Регацони     | Ферари        | 77   | + 2 Об.         | 2     |       |
| 13  | 25 | Ролф Щомелен      | Марч-Форд     | 77   | + 2 Об.         | 25    |       |
| 14  | 24 | Хелмут Марко      | БРМ           | 76   | + 3 Об.         | 23    |       |
| 15  | 15 | Крис Еймън        | Матра         | 76   | + 3 Об.         | 13    |       |
| 16  | 27 | Джон Лов          | Съртис-Форд   | 73   | Завъртане       | 26    |       |
| 17  | 22 | Карлос Паче       | Марч-Форд     | 73   | + 6 Об.         | 24    |       |
| НКл | 23 | Хоудън Гънли      | БРМ           | 70   | Не е класиран   | 16    |       |
| НКл | 18 | Андреа де Адамич  | Съртис-Форд   | 69   | Не е класиран   | 20    |       |
| НКл | 11 | Питър Гетин       | БРМ           | 65   | Не е класиран   | 18    |       |
| Отп | 10 | Жан-Пиер Белтоаз  | БРМ           | 61   | Двигател        | 11    |       |
| Отп | 1  | Джеки Стюърт      | Тирел-Форд    | 45   | Ск.кутия        | 1     |       |
| Отп | 17 | Майк Хейлууд      | Съртис-Форд   | 28   | Окачване        | 4     |       |
| Отп | 20 | Карлос Ройтеман   | Брабам-Форд   | 27   | Горивна система | 15    |       |
| Отп | 16 | Тим Шенкен        | Съртис-Форд   | 9    | Двигател        | 10    |       |
| Отп | 26 | Дейв Чарлтън      | Лотус-Форд    | 2    | Горивна помпа   | 17    |       |
| НСт | 28 | Уилям Фергюсън    | Брабам-Форд   |      |                 |       |       |

## Класиране след състезанието
| Поз | Пилот             | Точки |
| --- | ----------------- | ----- |
| 1   | Дени Хълм         | 15    |
| 2   | Джеки Стюърт      | 9     |
| 3   | Емерсон Фитипалди | 6     |
| 4   | Джаки Икс         | 4     |
| 5   | Питър Ревсън      | 4     |
| 6   | Клей Регацони     | 3     |
| 7   | Марио Андрети     | 3     |
| 8   | Рони Петерсон     | 3     |

| Поз | Конструктор   | Точки |
| --- | ------------- | ----- |
| 1   | Макларън-Форд | 15    |
| 2   | Тирел-Форд    | 9     |
| 3   | Ферари        | 7     |
| 4   | Лотус-Форд    | 6     |
| 5   | Марч-Форд     | 3     |
| 6   | Съртис-Форд   | 2     |
| 7   | Брабам-Форд   | 1     |